# سیدکندی (مشگین‌شهر)
سیدکندی یک منطقهٔ مسکونی در ایران است که در دهستان مشگین غربی واقع شده‌است. سیدکندی ۶۳ نفر جمعیت دارد.